# Сулахаранйоки
Сулахаранйоки — река в Мурманской области России. Протекает по территории Кандалакшского района. Правый приток Эньянйоки.
Длина реки составляет 16 км.
Берёт начало в безымянном болоте на северо-восточном склоне горы высотой 397 м. Протекает по лесной, местами болотистой местности. Впадает в Эньянйоки справа в 11 км от устья.

## Данные водного реестра
По данным государственного водного реестра России относится к Баренцево-Беломорскому бассейновому округу, водохозяйственный участок реки — Ковда от Кумского гидроузла до Иовского гидроузла. Речной бассейн реки — бассейны рек Кольского полуострова и Карелии.
Код объекта в государственном водном реестре — 02020000512102000001099.